# 건너편 바즈루 가족
《건너편 바즈루 가족》(向かいのバズる家族 무카이노바즈루가조쿠[*])는 요미우리 TV가 제작하고 닛폰 TV 계열에서 방송하는 목요드라마 F 시간대의 일본의 드라마이다. 2019년 4월 4일부터 6월 6일까지 방송되었다. 주연은 우치다 리오이다. 겉으로는 화목한 가족의 모습의 SNS를 둘러싼 붕괴와 재생의 모습을 그려간다. 방송이 끝나고 GYAO에서 체인 스토리가 매회 방송되고 있다.
최종화 방송 종료 후에는 《向かいのバズれない家族 SNSを奪還せよ / 건너편 화제되지 않는 가족 SNS를 탈환해라》가 Hulu에서 전후편으로 공개됐다.

## 줄거리
별로 특별한 것도 없는 가정에서 태어나서 자란 카페 점원 카가리 아카리는 어느날 격노하는 손님에게 사죄하는 모습이 몰래 찍혀진 영상이 SNS를 통해서 업로드되면서 대인기를 끌었다. 미인 점원으로 유명해진 아카리이지만 그녀에게는 사람에게는 말 못한 하나의 비밀의 얼굴이 있었다. 가족 전원이 SNS를 통해서 화제가 된 이야기를 다루고 있다.

## 등장 인물

### 카가리가 가족
- 우치다 리오 : 카가리 아카리(篝あかり) (아역 : 타카마츠 사키[4]) - 카가리가 장녀, 카페 ‘corona’ 점원
- 타카오카 사키[5] : 카가리 히나코(篝緋奈子) 역 - 아카리의 엄마, 전업주부
- 키노시타 타카유키 : 카가리 아츠시(篝篤史) 역 - 아카리의 아빠, 방송 제작 회사 프로듀서
- 사쿠라기 나치 : 카가리 마키토(篝薪人) 역 - 아카리의 남동생, 가정 교사로 아르바이트
- 오노 타케히코 : 카가리 키요시(篝清史) 역 - 아카리와 마키토의 할아버지, 아츠시의 아빠

### 아카리 관련 인물
- 시라스 진[5] : 미나토 료타(皆戸涼太) 역 - 스포츠 짐의 트레이너, 아카리가 점원으로 근무하는 카페의 단골 손님
- 오가와 사라 : 모리타 모모(盛田桃) 역 - 카페 ‘corona’의 여점원
- 나가노 무네노리 : 이세야 신(伊勢谷伸) 역 - 카페 ‘corona’ 주방 담당
- 마에다 고키 : 사코타키(迫滝) 역 - 카페 ‘corona’의 새로운 아르바이트생

### 아츠시 관련 인물
- 야마나카 타카시 : 니와 카즈히로(丹羽和博) 역 - 방송 제작 회사 프로듀서, 아치시의 부하
- 후지이 타케미 : 토키타 나츠키(鴇田夏生) 역 - 방송 제작 회사 어시스턴트 프로듀서

### 마키토 관련 인물
- 사쿠라다 히요리 : 오기노 유리(菅野朱里) 역[6] - 마키토의 가정 교사를 받고 있는 여중생
- 엔도 쿠미코 : 오기노 아야노(菅野橙子) 역 - 유리의 엄마

## 그 외
- 모리시타 요시유키 : 타네자키(種崎) 역 - 첫 화에서 아카리의 카페에서 격노한 남성 손님
- 코마츠 토시마사 : 아부타니(油谷) 역 - 아카리를 화제가 될 수 있는 계기가 된 영상을 촬영하고 업로드한 인물, 카가리가의 건너편 이웃
- 쿠로바 마리오 : 호무라 마코토(穂村真斗) 역 - 아츠시가 제작을 담당하고 있는 TV 드라마 “少年スナイパー 新平! / 소년 스나이퍼 신페이!”의 주연 배우
- 오우치 류이치 : 아미노(網野) - 히나코의 전 남자친구
- 카사마츠 쇼 : 나베시마 츠요시(鍋島剛) 역 - 아카리의 전 남자친구

## 방영 시간
| 방송 채널    | 방송 기간                  | 방송 시간                    | 비고                 |
| ------------ | -------------------------- | ---------------------------- | -------------------- |
| ytv          | 2019년 4월 4일 ~ 6월 6일   | 매주 목요일 밤 11:59 ~ 12:54 | 5화는 10분 지연 방송 |
| 도라마코리아 | 2019년 4월 10일 ~ 6월 12일 | 매주 수요일 업로드           |                      |
| 트렌디       | 2019년 4월 21일 ~ 6월 16일 | 매주 일요일 밤 11:25 ~ 12:25 | 1, 2화만 연속 방송   |

## 방영 목록
| #      | 날짜     | 부제목                                                                   |
| ------ | -------- | ------------------------------------------------------------------------ |
| 1화    | 4월 4일  | 篝家の物語 카가리가의 이야기                                             |
| 2화    | 4월 11일 | 母と娘の戦い 엄마와 딸의 전쟁                                            |
| 3화    | 4월 18일 | このあと生配信 あかりのインスタへ 이후에 라이브 방송 아카리의 인스타로   |
| 4화    | 4월 25일 | 家族崩壊ヘ？ 裏の顔、バレる 가족 붕괴로? 이면의 얼굴, 밝혀지다           |
| 5화    | 5월 3일  | 流出する過去 ママ活とセーラー服 유출된 과거 마마카츠와 세일러복          |
| 6화    | 5월 9일  | 父と母、W不倫 あかり衝撃の過去 아빠와 엄마, W볼륜 아카리의 충격적인 과거 |
| 7화    | 5월 16일 | SNSで輝く 家族は壊れる SNS에서 빛나는 가족은 무너진다                    |
| 8화    | 5월 23일 | 家族崩壊への カウントダウン 가족 붕괴를 향한 카운트다운                  |
| 9화    | 5월 30일 | トゥナイトスター 一体何者か？ tonight star 대체 누구인가?                |
| 최종화 | 6월 6일  | 最終話 あかりの決断 최종회 아카리의 결단                                 |

## 체인 스토리
본편 방송이 끝나고 ○.5화로 공개되며 2019년 7월 31일까지 GYAO!에서 독점 공개됐다.
| #     | 날짜     | 부제목                                                             |
| ----- | -------- | ------------------------------------------------------------------ |
| 1.5화 | 4월 4일  | 恋は忍バズ 사랑은 참지 않고                                        |
| 2.5화 | 4월 11일 | 真実は眼鏡を選バズ 진실은 안경을 고르지 못해                       |
| 3.5화 | 4월 18일 | ドラマの現場、上手く運バズ 드라마 현장, 잘 못 옮겨                 |
| 4.5화 | 4월 25일 | 新メニュー、名案浮かバズ 새로운 메뉴, 좋은 안이 떠오르지 않아      |
| 5.5화 | 5월 3일  | 想いのメール、あかりに飛バズ 마음의 메일, 아카리에게 날아가지 않아 |
| 6.5화 | 5월 10일 | 夫婦、絆結バズ 부부, 인연을 맺시 않아                              |
| 7.5화 | 5월 17일 | バズりの名声、いまいち及バズ 화제의 명성, 조금 이뤄지지 않아       |
| 8.5화 | 5월 23일 | 篝家解散、嫌と叫バズ 카가리가 해산, 싫다고 하지는 않아             |
| 9.5화 | 5월 30일 | ナマハゲチョップ、悩みは滅バズ 나마하게 촙, 고민은 사라지지 않아   |